# John Donne
Pour les articles homonymes, voir John Donne (diplomate) et Donne (homonymie).
John Donne, né le 22 janvier 1572 à Londres et mort au même lieu le 31 mars 1631, est un poète et prédicateur anglais du règne de Jacques Ier, considéré comme le chef de file de la poésie métaphysique. Son œuvre, d'une grande variété, comprend des poèmes d'amour, des sonnets religieux, des traductions du latin, des épigrammes, des élégies, des chansons et des sermons.

## Biographie
John Donne nait en 1572 et est élevé au sein d’une famille catholique. Son père, un forgeron se prénommant lui-même John, meurt en 1576, laissant ses trois enfants et sa femme, Elizabeth. Celle-ci est la fille de l'écrivain et poète John Heywood et d'Elizabeth Rastell, petite-nièce de Sir Thomas More. En 1593, Henry, le frère cadet de John, meurt de fièvre en prison, où il a été enfermé pour avoir hébergé illégalement un prêtre. Son oncle, Jasper Heywood (1535-1598), prêtre jésuite, est condamné à l'exil sous peine de mort. Sous le règne d’Élisabeth Ire, la persécution généralisée des catholiques, tant physique que financière, est en effet monnaie courante.
Ayant l'ambition de faire carrière dans les services de l'État, il commence des études de droit à Thavies Inn en 1591 et suit des études à l’université d'Oxford (à Hart Hall, qui deviendra Hertford College) et à l’université de Cambridge, sans toutefois pouvoir obtenir un diplôme en raison de sa religion catholique. Dans les années 1590, avant ou peu après la mort de son frère, John Donne se convertit à l’anglicanisme.
Il a par ailleurs l’occasion de voyager sur le continent et, en 1596-97, accompagne le comte d’Essex dans une expédition à Cadix et aux Açores.
En 1598, il devient le secrétaire du Garde des Sceaux Thomas Egerton (lord Ellesmere). Bien qu'il soit très estimé par son protecteur, celui-ci le congédie en 1601, pour avoir épousé en secret sa nièce, Ann More, mariage auquel la famille du lord s'oppose.
Destitué, un temps emprisonné, Donne partage alors avec sa femme, qui lui donne douze enfants, quatorze années difficiles où se succédent en vain les œuvres de circonstance pour gagner la faveur de personnages influents.
Ordonné prêtre en 1615, il devient prédicateur à Lincoln's Inn (1616-1621), poste qu'il abandonne après avoir été nommé doyen de la cathédrale Saint-Paul (1621). Donne acquiert, grâce à ses Sermons, dont 160 sont recueillis, une grande renommée. En 1617, la mort de sa femme accroît son obsession de la mort mais aussi sa ferveur religieuse. Il meurt en février 1631 après avoir prononcé devant Charles Ier sa dernière prédication, « le Duel de la mort ».

## Son œuvre
John Donne est l’un des prédicateurs les plus estimés de son temps, mais aussi l’un des plus grands poètes non dramatiques. Il compose surtout des poèmes d’amour et des sonnets d'inspiration religieuse. Ses Holy Sonnets publiés en 1635 sont mis en musique pour voix soliste et piano par Benjamin Britten en 1945 (pour 9 des 19 sonnets) puis par la compositrice américaine Louise Talma en 1951-1955.
La majeure partie de l'œuvre poétique de Donne (Satires, 1595-98 – La Litanie, 1609 – Élégies, Chants et Sonnets, 1611 – Les Anniversaires, 1611-12 – Le Nocturne, 1612 – Les Lamentations de Jérémie, 1631) suscite aussitôt l'étonnement et l'admiration de ses lecteurs par ses innovations formelles et thématiques. Métaphysique par excellence, la poésie de Donne cultive l'un des procédés fondamentaux de la poésie baroque, le conceit (qu'on peut traduire par « métaphore » ou « figure de rhétorique »), dont la présence systématique à la fin du poème déstabilise le lecteur et l'invite à ressaisir la forme du poème sous sa véritable forme. Le conceit – attesté en Angleterre au XIVe siècle au sens de « conception, notion, idée, pensée », puis, à partir de 1530, au sens de l'italien concetto, d’abord « concept » ou « pensée ingénieuse », puis « mot d’esprit » et « figure de rhétorique » – en rapprochant deux ordres de la réalité, matière et esprit, humain et divin, visible et invisible, projette l'esprit dans le monde de l'immédiateté, temporelle et spatiale, où la distance s'abolit dans le mouvement, et où l'éternité devient concrète.
Samuel Johnson, en 1744, dans The Lives of the Poets, regroupe les poètes métaphysiques anglais tels que George Herbert, Andrew Marvell, Thomas Traherne, Richard Crashaw ou Henry Vaughan sous le nom d'« École de Donne », tant la personnalité, la diversité et l'ampleur de l'œuvre de celui qui devint doyen de la cathédrale Saint-Paul de Londres domine son époque.
Prenant le contre-pied d'une tradition qui a fini par désincarner l'amour, il célèbre l'amour charnel en disant les choses crûment, mais sans jamais exclure la dimension spirituelle de l'union des amants. Apprécié d'Alexander Pope (1688–1744), admiré de Samuel Taylor Coleridge (1772-1834), pour qui il est celui qui a su « tresser en lacs d'amour des tisonniers de fer », Donne est « redécouvert » au XXe siècle, notamment par Ezra Pound et William Butler Yeats. L'exemplarité de l'œuvre poétique de John Donne, en particulier sur les rapports étroits entre le religieux et le profane, le corps et l'âme qui habitent ces vers complexes et directs, d'une fulgurante intelligence, marque aussi le poète, dramaturge, et critique moderniste anglo-américain T.S. Eliot (prix Nobel de littérature en 1948), qui a remis au goût du jour les poètes métaphysiques anglais du XVIIe siècle. Celui-ci voit dans cette poésie érudite et brillante un moment où la « dissociation de la sensibilité », qui va devenir la ligne de partage de la modernité, ne s'est pas encore opérée. « Une pensée, pour Donne, était une expérience », dit T.S. Eliot.
L'un des textes majeurs de John Donne, « No man is an island, entire of itself,... » a inspiré le titre du roman d'Hemingway Pour qui sonne le glas, mais aussi d'autres artistes extrêmement divers comme Metallica (For whom the bell tolls), Steven Wilson (son groupe No-Man) ou celui du film de Dominique Marchais Nul homme n'est une île :

« Nul homme n’est une île, un tout en soi ; chaque homme est part du continent, part du large ; si une parcelle de terre est emportée par les flots, pour l’Europe c’est une perte égale à celle d’un promontoire, autant qu’à celle d’un manoir de tes amis ou du tien. La mort de tout homme me diminue parce que je suis membre du genre humain. Aussi n'envoie jamais demander pour qui sonne le glas : il sonne pour toi. »

— Devotions upon Emergent Occasions, 1624
C'est l'un des textes les plus célèbres de la littérature anglaise. Dire qu’ « aucun homme n’est une île » ne saurait faire une apologie du collectivisme, comme certains[Qui ?] ont voulu le faire croire. C’est une constatation d’évidence. Tout homme est « une part de l’ensemble », grâce à quoi nous bénéficions du commerce et de la culture. « La mort de tout homme me diminue, parce que j’appartiens au genre humain » : nous en tirons l’enseignement qu’agresser autrui est s’agresser soi-même, c’est une règle morale sans exception et à laquelle nous pouvons souscrire sans réserve, sans toujours voir cependant qu’elle nous impose d’être au service d’autrui.
L'œuvre de John Donne est imprégnée par sa hantise de la mort, souhaitée car elle relie enfin l'Être à l'éternité, ou redoutée car elle le précipite dans le néant.
« Quoiqu'il ne soit point douteux que l'Église chrétienne condamne le suicide, il s'est trouvé des chrétiens qui ont voulu le justifier. De ce nombre est le docteur Donne, théologien anglais qui [...] entreprit de prouver que le suicide n'est point défendu dans l'Écriture sainte ». C'est en ces termes que l'Encyclopédie de Diderot et d'Alembert évoque, à l'article « suicide », le Biathanatos de John Donne. Dans ce texte qui fascine Thomas de Quincey et Borges, Donne, invoquant la Bible, interprète comme une mort volontaire le sacrifice du Christ et estime nécessaire « d'encourager les hommes à un juste mépris de cette vie ».
Ses Œuvres sont réunies à Londres en 1839,  en 6 volumes in-8.
Un colloque sur « La poésie métaphysique de John Donne » a lieu en janvier 2002 à l'Université François Rabelais de Tours. Les  « Actes du Colloque », organisé par le Groupe de Recherches Anglo-Américaines, sous la direction de Claudine Raynaud ont été publiés.

## Citations
Stay, O sweet, and do not rise!
Stay, O sweet, and do not rise!
The light that shines comes from thine eyes ;
The day breaks not: it is my heart,
Because that you and I must part.
Stay! or else my joys will die,
And perish in their infancy.
Traduction française par Gilles de Sèze :
Reste, ô ma douce, ne te lève pas !
Reste, ô ma douce, ne te lève pas !
La Lumière qui brille vient de tes yeux ;
Ce n'est pas le jour qui perce ; c'est mon cœur qui est percé,
Parce que toi et moi devons nous séparer
Reste, ou sinon toute joie chez moi mourra
Et périra dans sa prime enfance.
_________________________
There shall be no cloud nor sun, no darkness nor dazzling, but one equal light, no noise nor silence, but one equal music, no fears nor hopes, but one equal possession, no foes nor friends, but an equal communion and identity, no ends nor beginnings, but one equal eternity .
Il n'y aura ni nuage ni soleil
Ni obscurité ni éblouissement
Mais une seule lumière.
Ni bruit ni silence
Mais une seule musique.
Ni peurs ni espoirs
Mais une seule possession.
Ni ennemis ni amis
Mais une seule communion.
Ni début ni fin
Mais une seule éternité.

## Liste des œuvres

### Poésie
- Poems (1633)
- Holy Sonnets (1635)
- Poems on Several Occasions (1719)
- Love Poems (1905)
- John Donne: Divine Poems, Sermons, Devotions and Prayers (1990)
- The Complete English Poems (1991)
- John Donne's Poetry (1991)
- John Donne: The Major Works (2000)
- The Complete Poetry and Selected Prose of John Donne (2001)

### Prose
- Biathanatos (1608, publ. posthume 1647)
- Pseudo-Martyr (1610)
- Ignatius His Conclave (1611)
- Gunpowder Plot Sermon (1622)
- Devotions upon Emergent Occasions, and severall steps in my Sicknes (1624)
- Six Sermons (1634)
- Fifty Sermons (1649)
- Paradoxes, Problemes, Essayes, Characters (1652)
- Essayes in Divinity (1651)
- Sermons Never Before Published (1661)

### Éditions et traductions
- (de) Heinrich Heine (trad. Laurent Cassagnau, postface Laurent Cassagnau), Les Poésies d'amour, 12 février 2023, 144 p. (ISBN 978-2-84242-503-6)